# Aeropuerto Internacional Hector
El Aeropuerto Internacional Hector o el Hector International Airport (IATA: FAR, OACI: KFAR, FAA LID: FAR) es un aeropuerto público civil-militar a 5 km (tres millas) al noroeste de Fargo, en el condado de Cass, Dakota del Norte, Estados Unidos. El aeropuerto más transitado de Dakota del Norte, es propiedad de la Autoridad del Aeropuerto Municipal de la Ciudad de Fargo. La base de la Guardia Nacional Aérea de Fargo se encuentra junto al aeropuerto.
El aeropuerto lleva el nombre de Martin Hector, quien primero arrendó y luego donó los 50 acres originales de tierra a la ciudad.[3] El servicio de aduanas está disponible para llegadas desde Canadá y otros países. Héctor Internacional no tiene vuelos regulares de aerolíneas de pasajeros fuera del país pero tiene su título internacional (como muchos otros aeropuertos) gracias a este servicio de aduanas.
El aeropuerto alberga la Base de la Guardia Nacional Aérea de Fargo y los Happy Hooligans of the 119th Wing (119 WG), una unidad de la Guardia Nacional Aérea de Dakota del Norte que opera el MQ-9 Reaper.
El aeropuerto era el destino previsto para el avión que transportaba a Buddy Holly, Ritchie Valens y J.P. Richardson el 3 de febrero de 1959. El avión se estrelló poco después de despegar de Mason City, Iowa, matando a los tres músicos y al piloto.

## Aerolíneas y destinos

### Pasajeros
| Aerolíneas        | Destinos                                                                                   |
| ----------------- | ------------------------------------------------------------------------------------------ |
| Allegiant Air     | Las Vegas, Nashville, Phoenix/Mesa Estacional: Orlando/Sanford, San Petersburgo/Clearwater |
| American Eagle    | Chicago–O'Hare, Dallas/Fort Worth Estacional: Phoenix–Sky Harbor                           |
| Delta Air Lines   | Mineápolis/St. Paul                                                                        |
| Delta Connection  | Atlanta (inicia el 20 de diciembre de 2025), Mineápolis/St. Paul                           |
| Frontier Airlines | Denver Estacional: Orlando                                                                 |
| United Airlines   | Denver                                                                                     |
| United Express    | Chicago–O'Hare, Denver                                                                     |

### Carga
| Aerolíneas                                    | Destinos |
| --------------------------------------------- | --- |
| Alpine Air Express                            | Bismarck, Dickinson, Minot, Sioux Falls, Thief River Falls |
| Bemidji Airlines                              | Alexandria, Bismarck, Brainerd, Devils Lake, Jamestown, Morris, Rapid City |
| Castle Aviation                               | Akron, Minot |
| Encore Air Cargo operado por Bemidji Airlines | Bismarck, Dickinson, Jamestown, Minot, Sioux Falls, Thief River Falls, Williston |
| FedEx Express                                 | Appleton, Chicago–O'Hare, Des Moines, Detroit, Indianápolis, Madison, Memphis, Mineápolis/St. Paul |
| FedEx Feeder operado por CSA Air              | Aberdeen, Indianápolis, Marquette, Milwaukee, Sioux Falls |
| FedEx Feeder operado por Corporate Air        | Bemidji, Bismarck, Casper, Dickinson, Minot, Thief River Falls, Wichita, Williston, Winnipeg |
| FedEx Feeder operado por Mountain Air         | Bismarck, Cedar Rapids/Iowa City |
| Freight Runners Express                       | Billings, Bismarck, El Paso, Green Bay, Kansas City, Marion, Milwaukee, Minot, Thief River Falls, Toledo, Tucson, Williston, Ypsilanti |
| Martinaire                                    | Sioux Falls |
| UPS Airlines                                  | Atlanta, Cedar Rapids/Iowa City, Chicago–O'Hare, Chicago/Rockford, Cleveland, Dallas, Gary, Louisville, Mineápolis/St. Paul, Omaha, Ontario, Phoenix-Sky Harbor, Reno/Tahoe, San Antonio, San Bernardino, Seattle–Boeing, Sioux Falls, Winnipeg |

## Estadísticas

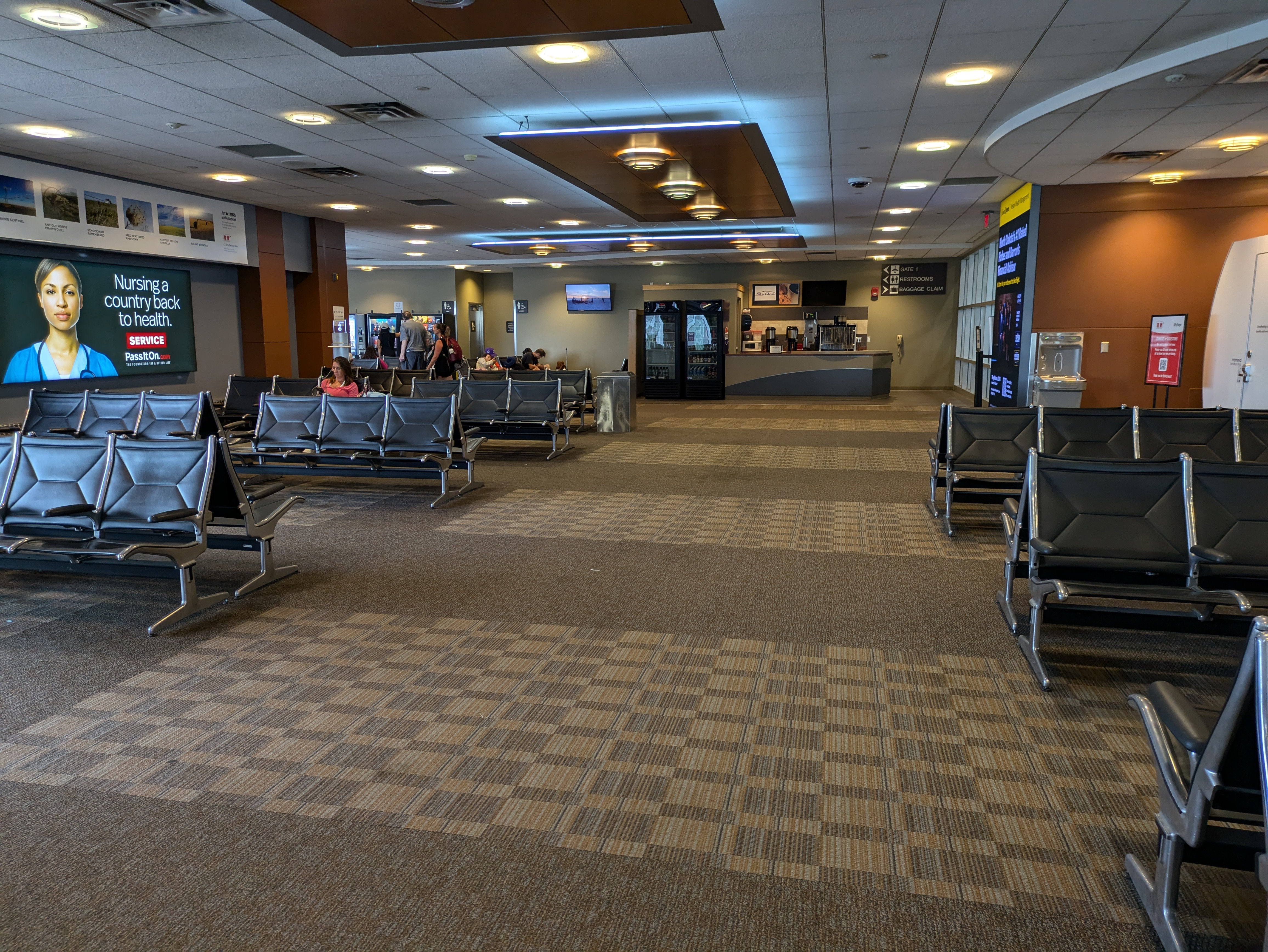
Interior del aeropuerto.

### Tráfico anual
| Año  | Pasajeros | Año  | Pasajeros | Año  | Pasajeros |
| ---- | --------- | ---- | --------- | ---- | --------- |
| 1997 | 406,912   | 2007 | 599,168   | 2017 | 787,927   |
| 1998 | 384,205   | 2008 | 648,137   | 2018 | 843,582   |
| 1999 | 445,744   | 2009 | 697,810   | 2019 | 930,409   |
| 2000 | 465,636   | 2010 | 724,941   | 2020 | 478,604   |
| 2001 | 434,332   | 2011 | 699,549   | 2021 | 796,675   |
| 2002 | 484,068   | 2012 | 728,799   | 2022 | 908,075   |
| 2003 | 508,534   | 2013 | 797,125   | 2023 | 1,032,497 |
| 2004 | 506,650   | 2014 | 894,426   | 2024 | 1,092,836 |
| 2005 | 549,209   | 2015 | 858,982   |      |           |
| 2006 | 609,731   | 2016 | 789,182   |      |           |